# Хосе Марія Ача
Хосе Марія де Ача Вальєнте (ісп. José María de Achá Valiente; 8 липня 1810 — 29 січня 1868) — болівійський генерал, 17-й президент країни у 1861—1864 роках.

## Біографія
Брав участь у битвах за Перу-болівійську конфедерацію, а також у змові проти режиму диктатора Мануеля Бельсу (1848—1855). Згодом був призначений на пост міністра оборони в урядів іншого диктатора, Хосе Марії Лінареса (1857—1861). На цьому посту 1861 року він очолив переворот проти свого «шефа». Спочатку він керував як глава військової хунти, а пізніше захопив владу одноосібно як голова революційного уряду.
Спочатку Ача мав абсолютну популярність через те, що усунув від влади ненависний режим Лінареса. Він оголосив політичну амністію й легітимізував свою владу, вигравши вибори 1862 року. Невдовзі, втім, він також потерпав через змови та повстання, горе будь-якого президента Болівії тих часів. Тоді Ача запровадив надзвичайний режим і почав сильно утискати громадянські права. Остаточно втратив свою популярність 1862 року в результаті так званої «Matanzas de Yáñez» (Кривава купель Яньєса), коли прибічники президента та військового губернатора провінції Ла-Пас Пласідо Яньєса знищили десятки опозиційних діячів, багато з яких належали до табору прихильників Бельсу. Серед убитих був колишній президент Хорхе Кордова. Зрештою, невдоволення швидко поширилось країною, Ача почав відчувати труднощі в управлінні справами. Його було остаточно усунуто від влади 1864 року в результаті перевороту, який очолив генерал Маріано Мельгарехо.
За кілька років, проведених у вигнанні, Ача повернувся до Болівії, де його безпеку гарантував режим генерала Мельгарехо. Важко хворий президент був прикутий до ліжка у рідному місті Кочабамба до самої смерті 1868 року.